# Mainzer Hofsänger

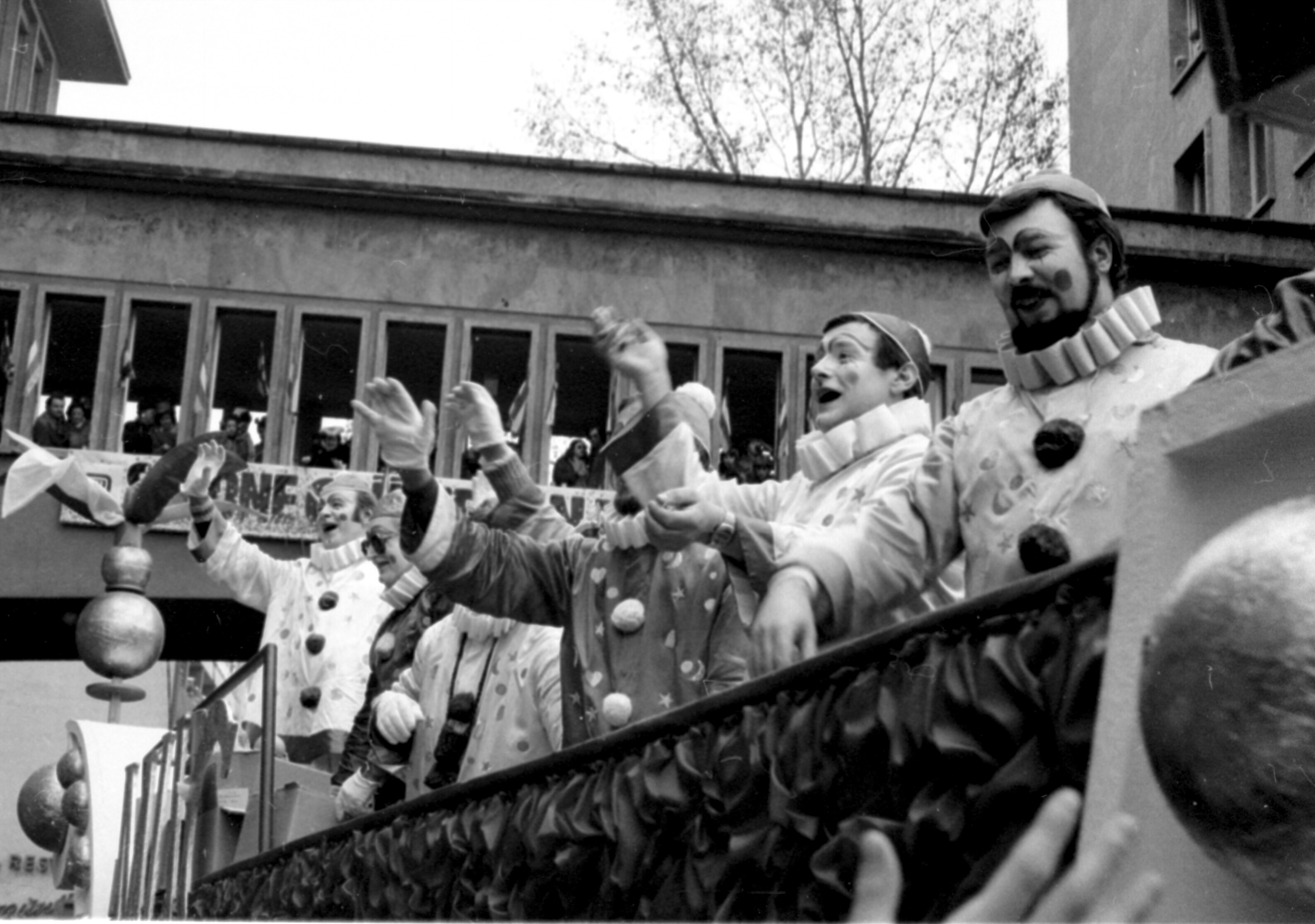
Mainzer Hofsänger auf dem Rosenmontagszug 1981 in Mainz

Die Mainzer Hofsänger sind ein semiprofessioneller Männerchor aus Mainz am Rhein. Der Chor gründete sich 1926 unter dem Namen Musik-Hochschul-Sänger als Fastnachts-Chor, der sich aus Mitgliedern des Extra-Chors des Mainzer Konservatoriums zusammensetzte. Das seriöse Institut für klassische Musik wollte aber nicht mit Fastnacht und Persiflage in Verbindung gebracht werden, so entschied man sich – unter Beibehaltung der Initialen „MHS“ – für den bis heute bekannten Namen.

## Werdegang
Es folgten erste Auftritte bei kleineren Fastnachtsvereinen in und um Mainz; den ersten Auftritt beim Mainzer Carneval-Verein hatte der Chor 1934.
Nach dem Zweiten Weltkrieg interpretierte der Chor 1947 den Titel Sassa aus der Fred-Raymond-Operette Maske in Blau. Es folgte 1955 die Interpretation des Schlagers So ein Tag, so wunderschön wie heute … von Walter Rothenburg (Text) und Lotar Olias (Musik). Im gleichen Jahr erfolgte der erste Fernsehauftritt bei einer Kölner (sic!) Karnevalsveranstaltung im Williamsbau, im Jahr darauf bei der Fernsehsitzung Mainz, wie es singt und lacht. Das als Karnevalslied interpretierte Stück verkaufte mehr als 300.000 Exemplare.
Ab den 1960er Jahren fanden Konzertreisen nach Amerika und in nahezu alle Nachbarländer der Bundesrepublik Deutschland statt. Der Chor tritt außerdem alle zwei bis drei Jahre auf Kreuzfahrtschiffen und in ausgewählten Lokalitäten weltweit auf.
Gehörten früher hauptsächlich Titel aus den Bereichen Oper und Operette zum Repertoire des Chores, werden mittlerweile Werke aus Musicals, Filmen sowie moderne Stücke dargeboten. Einen weiteren Schwerpunkt bilden die Kirchen- und Weihnachtskonzerte. Für jede Fastnachtskampagne wird ein musikalisch-politisches Potpourri einstudiert, in welchem bekannte Titel mit neuen persiflierten Texten versehen werden. In der Weihnachtszeit wird eine eigene Weihnachts-Konzertreihe veranstaltet.

## Fernsehauftritte
Seit 1956 gehörte der Chor zum festen Bestandteil der Sendungen Mainz, wie es singt und lacht und der Nachfolgesendung Mainz bleibt Mainz, wie es singt und lacht. In den Jahren 1982 und 2008 wurden die politischen Einlagen seitens des produzierenden Senders und der Verantwortlichen der beteiligten Fastnachtsvereine gestrichen und dem Chor ausschließlich Sendezeit für Stimmungslieder zur Verfügung gestellt. Beide Male wurden die Auftritte seitens der Mainzer Hofsänger komplett abgesagt.
Neben der Berichterstattung der örtlichen Presse, in der die Nichtteilnahme des Chores an der Fernsehsitzung bedauert wurde, wurden auch wiederholt kritische Stimmen laut, in denen sich vor allem Zeitungsleser zu dem „Vorfall“ äußerten. Hierin spiegelt sich auch die auf der Homepage des Chores getroffene Aussage wider, dass der Chor in Mainz nicht unumstritten ist.
Bei der Fernsehsendung Mainz bleibt Mainz, wie es singt und lacht vom 8. Februar 2013 präsentierte der Chor, entgegen der bisherigen Aussage, für ein reines Stimmungsprogramm nicht zur Verfügung zu stehen, nur ein kurzes Potpourri von Stimmungsliedern. Diese Verkürzung des Auftrittes der Hofsänger wurde von Teilen der Presse als „der Sendung gut tuend“ kommentiert.

## Diskografie
| Jahr | Titel                                                            | Tonträger         |
| ---- | ---------------------------------------------------------------- | ----------------- |
| 1964 | Die Mainzer Hofsänger                                            | LP                |
| 1976 | So ein Tag, so wunderschön wie heute. 50 Jahre Mainzer Hofsänger | LP, Audio-CD      |
| 1986 | Stimmt an, lasst uns singen. 60 Jahre Mainzer Hofsänger          | LP, 1993 Audio-CD |
| 1994 | Ein musikalischer Bilderbogen                                    | Audio-CD          |
| 1995 | Singen, Schunkeln, Lachen                                        | Audio-CD          |
| 1997 | Wünsch Dir was (+ SWF-Rundfunkorchester)                         | Audio-CD          |
| 1998 | Singt dem Herrn ein neues Lied                                   | Audio-CD          |
| 1999 | Mainz, wie es singt und lacht                                    | Audio-CD          |
| 1999 | Weihnachtszauber                                                 | Audio-CD          |
| 2000 | Fröhliche Rheinfahrt (+ Orchester Rheingold)                     | Audio-CD          |
| 2001 | Mit Musik durchs ganze Leben                                     | Audio-CD          |
| 2002 | … nur vom feinsten                                               | Audio-CD          |
| 2003 | Mit Musik durchs ganze Land                                      | Audio-CD          |
| 2004 | Klänge der Freude                                                | Audio-CD          |
| 2007 | So ein Tag … so wunderschön wie heute                            | Doppel-Audio-CD   |
| 2007 | Tätärä                                                           | Maxi-CD           |
| 2012 | Showtime!                                                        | Audio-CD          |
| 2014 | Groß ist der Herr                                                | Audio-CD          |
| 2016 | Stille Nacht                                                     | Audio-CD          |
| 2018 | Jetzt sind wir hier                                              | Audio-CD          |
| 2021 | Mainzigartig                                                     | Video-DVD         |

## Auszeichnungen und Ehrungen
- 1976 „Rheingold-Plakette in Silber“ der Stadt Mainz, OB Jockel Fuchs
- 1976 „Dom Plakette“ der Stadt Mainz, OB Jockel Fuchs
- 1977 „Gutenberg-Plakette“ der Stadt Mainz, OB Jockel Fuchs
- 1982 „Peter-Cornelius-Plakette“ des Landes Rheinland-Pfalz, überreicht von Kultusminister Georg Gölter
- 1996 „Rheingold Plakette in Gold“ der Stadt Mainz, überreicht von Oberbürgermeister Herman-Hartmut Weyel.
- 2 020 „Mainzer Medienpreis“ für nachhaltiges mediales Wirken

## Trivia
Der Chor, welcher als GbR geschäftlich tätig ist, ist mit diversen Programmen ganzjährig tätig und als mittelständisches Wirtschaftsunternehmen anzusehen.
Dies führte in der Vergangenheit dazu, dass es wiederholt zu arbeitsrechtlichen Auseinandersetzungen kam zwischen Sängern, die den Chor verließen bzw. ausgeschlossen wurden, und dem Restchor. So war der Chor im Jahre 1998 über Wochen hinweg in den Schlagzeilen, als man den Vorsitzenden Hans-Albert Demer ausschloss, und dieser sich per einstweiliger Verfügung das Recht sicherte, weiter an Proben und Konzerten teilnehmen zu können und Verdienstausfall geltend machte. Der Rechtsstreit wurde durch Zahlung einer nicht näher bezifferten Ausgleichssumme im „oberen fünfstelligen Bereich“ beigelegt. 

## Belege
1. ↑  Mainzer Hofsänger sagen: TV Auftritt bei Fernsehsitzung ab. In: die-mainzer-hofsaenger.de. 2008, archiviert vom Original am 24. Februar 2009; abgerufen am 17. Dezember 2022 (Zitat des „Kapitäns“ (Vorsitzenden) der Mainzer Hofsänger): „Ich weiß, dass unser Chor in Mainz nicht nur Freunde hat …“
2. ↑  Mainz setzt auf seine Redner. In: Welt.de. 7. Februar 2013, abgerufen am 17. Dezember 2022: „Zum Finale dürfen traditionell die Hofsänger überleiten – doch deren politisches Potpourri fällt in diesem Jahr aus. Das bekommt der Sendung gut.“